# Nancy Cárdenas
Pour les articles homonymes, voir Cárdenas.
Nancy Cárdenas, née le 29 mai 1934 à Parras (en) (Coahuila) et morte le 23 mars 1994 à Mexico, est une animatrice de radio, actrice, autrice et metteuse en scène de théâtre mexicaine. 
Elle a également écrit et réalisé le long métrage documentaire de cinéma Mexico de mis amores en 1979. Elle est particulièrement connue dans son pays comme l'une des pionnières du mouvement LGBTIQ.

## Biographie

### Jeunesse et études
Nancy Cárdenas naquit le 29 mai 1934 à Parras (en), dans l'état de Coahuila. Elle obtint un  doctorat de philosophie et lettres à l'Université nationale autonome du Mexique, étudia la mise en scène théâtre à l'Université Yale, aux États-Unis, et prit des cours de langue et culture polonaises à Lódz.

### Radio, théâtre et cinéma
Nancy Cárdenas débuta comme animatrice à la radio à l'âge de 20 ans, puis elle devint actrice de théâtre. Dans les années 1950, elle participa au programme de lectures Poesía en Voz Alta, dirigé par Héctor Mendoza (de).
Dans les années 1960, elle passa à l'écriture. Elle publia sa première œuvre de théâtre en un acte, El cántaro seco, et débuta une carrière de journaliste dans diverses revues et dans les pages culturelles de plusieurs quotidiens.
En 1970, elle devint metteur en scène de théâtre avec El efecto de los rayos gamma sobre las caléndulas, qui lui valut le Premio de la Asociación de Críticos de Teatro. Elle dirigea plusieurs pièces à succès, en exprimant un certain engagement politique. Elle se consacra également au cinéma : elle coscénarisa avec Carlos Monsiváis un documentaire pour le grand écran, Mexico de mis amores, qu'elle réalisa elle-même en 1979.
À partir de 1980, elle consacra son temps à l'écriture de théâtre et de poésie. Elle décéda à Mexico le 23 mars 1994 d'un cancer du sein.

### La sexualité
À l'âge de 29 ans, Nancy Cárdenas révéla son lesbianisme à la télévision lors d'un entretien avec Jacobo Zabludovsky qui l'interrogeait sur le licenciement d'un travailleur homosexuel,.
Dans les années 1970, elle fut une pionnière du mouvement homosexuel du pays, évoquant le sujet dans plusieurs entretiens télévisés, dont un mémorable en 1973. 
Elle fonda en 1974 la première organisation homosexuelle du Mexique, le Front de Libération Homosexuel (Frente de Liberación Homosexual, FLH), dont elle fut une militante engagée. Féministe, spécialisée en sexologie de surcroit, elle donna de nombreuses conférences, congrès, séminaires et entretiens télévisés nationaux ou internationaux sur le sujet. En 1975, elle rédigea avec Carlos Monsiváis le Manifeste pour la Défense des Homosexuels du Mexique. Puis le 2 octobre 1978, lors de la marche célébrant le souvenir du massacre de Tlatelolco, elle prit la tête de la Première Marche de la Fierté Gay sur la place des trois cultures.
Un centre d'activités gay et lesbien a été créé et baptisé en son honneur : le Centro de Documentación y Archivo Histórico Lésbico de Mexico y America Latina "Nancy Cárdenas" (CDAHL).

## Filmographie
- 1979 : Mexico de mis amores (réalisatrice et scénariste — coécrit avec Carlos Monsiváis)

## Mises en scène
- El cántaro seco
- Y la maestra bebe un poco
- Los chicos de la banda d'après Boys in the Band de Mart Crowley (en)
- Cuarteto
- Misterio bufo
- La hiedra
- La casa de muñecas d'après Une maison de poupée de Henrik Ibsen
- El pozo de la soledad d'après Le Puits de solitude de Radclyffe Hall
- Sida…. así es la vida

## Poésie
- 1968 - 1993 : Cuaderno de amor y desamor